# Brochoneura chapelieri
Brochoneura chapelieri là một loài thực vật có hoa trong họ Myristicaceae. Loài này được (Baill.) H.Perrier mô tả khoa học đầu tiên năm 1949.